# Kristof van Hout
Kristof Van Hout (Lommel, 9 febbraio 1987) è un ex calciatore belga, di ruolo portiere. È conosciuto per essere il calciatore più alto della storia.

## Carriera
Nel 2004 entra nelle giovanili del Willem II, non riuscendo ad esordire in prima squadra. Nel 2007 viene acquistato dal Kortrijk. Nel 2009 lo Standard Liegi lo acquista, stipulando un contratto triennale. Nel giugno 2011 torna al Kortrijk. Nel 2012 si trasferisce al Genk. Nel 2014 viene acquistato dai Delhi Dynamos, ma nel 2015 si trasferisce al Westerlo.

## Palmarès

### Club

#### Competizioni nazionali
- Coppa del Belgio: 2

Standard Liegi: 2010-2011
Genk: 2012-2013
- Supercoppa del Belgio: 1

Standard Liegi: 2009